# Himmelsbach (Wiese)
Der Himmelsbach ist ein etwas über dreieinhalb Kilometer langer Bach des Südschwarzwaldes in Baden-Württemberg, der am Zeller Blauen als Kimelsbach entspringt und in Zell im Wiesental im Landkreis Lörrach von rechts und Norden in die Wiese mündet.

## Geographie

### Verlauf

#### Oberläufe

##### Kimelsbach
Der Kimelsbach ist der etwa 1,9 km lange linke Oberlauf des Himmelsbachs und bildet zusammen mit ihm den hydrologischen Hauptstrang des Flusssystems Himmelsbach.
Er entspringt knapp 800 Meter westlich des Zeller Blauen im Walddistrikt Hochblauen  auf ca. 956 m ü. NHN. Von dort verläuft er unterhalb der Weiler Oberblauen und Blauen. Westlich von Blauen auf 695 m ü. NHN mündet der Hüttenbach, der ebenfalls am Zeller Blauen auf 880 m ü. NHN entspringt.
Nach der Mündung des Hüttenbachs fließt der Kimelsbach weiter bis zum  Roterain, wo auf 610 m ü. NHN von links der Bach „NN-JT4“ mündet, der unterhalb des Weilers Blauen auf ca. 718 m ü. NHN entspringt. Knapp 200 Meter weiter vereinigt er sich auf 580 m ü. NHN mit dem Ochsenmattbach zum Himmelsbach .

##### Ochsenmattbach
Der Ochsenmattbach ist der 1,2 km lange rechte Oberlauf des Himmelsbachs und ist hydrografisch betrachtet ein Nebenstrang des Strangs Kimelsbach → Himmelsbach. 
Er entspringt am Stollenbühl im Walddistrikt Blauen auf ca. 815 m ü. NHN rund 420 Meter ostsüdöstlich der Frommensriedebene.

#### Himmelsbach
Nach der Vereinigung von Kimelsbach und Ochsenmattbach fließt der Himmelsbach in seinem steil eingekerbten Tal hinab. Nach dem Erreichen der Zeller Wohnbebauung unterquert er die L 140, die Zell mit den Stadtteilen Adelsberg und Gresgen verbindet. Kurz darauf, auf 440 m ü. NHN, speist er den Zeller Schwanenweiher, der das Wappentier der Stadt beherbergt. Im weiteren Verlauf ist er großteils eingedolt und nur an wenigen Stellen sichtbar, ehe er unterhalb der Wiesen-Brücke der Schopfheimer Straße in die Wiese mündet.

### Einzugsgebiet
Das naturräumlich zum Südschwarzwald gehörende Einzugsgebiet ist etwa 3,7 km² groß und liegt vollständig im Stadtgebiet von Zell im Wiesental. Die höchsten Punkte des Einzugsgebiets liegen auf dem Frommensried auf 939,1 m ü. NHN im Teileinzugsgebiet des Ochsenmattbachs und auf dem Zeller Blauen auf 1077 m ü. NHN in dem des Kimelsbachs.
Die Einzugsgebiete der folgenden Nachbargewässer grenzen an:
- Der Abfluss jenseits der nördlichen Wasserscheide gelangt über das Schwöbenenbächle, den Aspenbrunnen und den Ramselgraben über die Kleine Wiese in die Wiese;
- im Nordnordosten grenzt kurz das Einzugsgebiet des noch höher zur Wiese entwässernden Biegenbachs an;
- im Osten fließt der Jeglesgraben unmittelbar oberhalb ebenfalls zur Wiese;
- im Südwesten konkurriert der Henschenbach mit seinem Nebenlauf Fischbach, der unmittelbar nach dem Himmelsbach in die Wiese mündet.

### Zuflüsse
Liste der Zuflüsse von der Quelle zur Mündung (abgefragt oder abgemessen auf der amtlichen Gewässerkarte).
In den Kimelsbach münden:
- (Namenloser Hangwaldzufluss), von rechts und Westen, Länge ca. 550 m, Einzugsgebiet etwa 35 ha, mündet auf etwa 770 m ü. NHN westlich des Zinkens Oberblauen, entspringt auf etwa 885 m ü. NHN im Langenbrach; in diesen mündet:
  - (Namenloser Hangwaldzufluss), von rechts und Südwesten, Länge ca. 200 m, mündet auf etwa 810 m ü. NHN, entspringt auf etwa 851 m ü. NHN;
- Hüttenbach, von links und Norden, Länge ca. 870 m, Einzugsgebiet ca. 33 ha, mündet auf etwa 695 m ü. NHN westlich des Zinkens Blauen, entspringt auf etwa 883 m ü. NHN am Südwesthang des Zeller Blauen; in diesen mündet:
  - (Namenloser Hangwaldzufluss), von links und Nordosten, Länge ca. 180 m, mündet auf etwa 745 m ü. NHN, entspringt auf etwa 802 m ü. NHN östlich des Zinkens Oberblauen;
- „NN-JT4“ *, DGKZ: 232542, von links und Nordosten, Länge ca. 540 m, Einzugsgebiet etwa 30 ha, mündet auf etwa 618 m ü. NHN im Roterain, entspringt auf etwa 718 m ü. NHN beim Zinken Blauen.
- Ochsenmattbach, DGKZ: 232544, Länge ca. 1,2 km, Einzugsgebiet etwa 60 ha, mündet auf etwa 579 m ü. NHN im Roterain, entspringt auf etwa 815 m ü. NHN am Stollenbühl im Walddistrikt Blauen.

Ab dem letzten Zufluss heißt der Bach Himmelsbach, in diesen münden:
- (Namenloser Hangwaldzufluss), von links und Osten, Länge ca. 480 m, Einzugsgebiet etwa 14 ha, mündet auf etwa 530 m ü. NHN, entspringt auf etwa 655 m ü. NHN am Südhang des Hirschbühls;
- (Namenloser Hangwaldzufluss), von links und Südosten, Länge ca. 330 m, Einzugsgebiet etwa 90 ha, mündet auf etwa 489 m ü. NHN, entspringt auf etwa 560 m ü. NHN am Südhang des Hirschbühls; dieser 
  - durchfließt etwa 100 m vor seiner Mündung auf ca. 490 m ü. NHN einen Fischweiher mit rund 10 a  Fläche;
- (Namenloser Hangwaldzufluss), von links und Osten, Länge ca. 250 m, mündet auf etwa 478 m ü. NHN, entspringt auf etwa 582 m ü. NHN am Osthang des Adelsberger Schänzles;
- speist auf ca. 450 m ü. NHN den Zeller Schwanenweiher mit einer Fläche von ca. 14 a

### Flusssystem Wiese
- Fließgewässer im Flusssystem Wiese